# Wincenty (Jovanović)
Wincenty, nazwisko świeckie Jovanović (ur. 1689 w Szentendre, zm. 6 czerwca 1737) – serbski biskup prawosławny.

## Życiorys

### Wczesna działalność
Syn Jovana i Any Jovanoviciów. Życie mnisze rozpoczął w monasterze Rakovec. Od młodości działał w środowisku Serbów w Austrii, odegrał znaczącą rolę na obradach soboru duchowieństwa i świeckich w 1726, który ogłosił powstanie jednej serbskiej metropolii karłowickiej i belgradzkiej. Na tym samym soborze został wybrany na biskupa aradzkiego.
Jako ordynariusz eparchii aradzkiej starał się przeciwdziałać szerzeniu unii kościelnej i przechodzeniu prawosławnych na katolicyzm w obrządku bizantyjskim.

### Metropolita karłowicki
W 1731, na soborze duchowieństwa i świeckich, który zgromadził się po śmierci metropolity Mojżesza, został jednogłośnie obrany na jego następcę. Jego wybór został potwierdzony przez cesarza w 1732, duchownemu zezwolono przy tym na sprawowanie opieki duszpasterskiej jedynie nad prawosławnymi mieszkańcami ziem serbskich oraz Banatu. Decyzja ta została oprotestowana przez Serbów, którzy skierowali do Wiednia delegację z prośbą o jej zmianę i nadanie metropolicie Wincentemu jurysdykcji nad wszystkimi prawosławnymi Serbami w Austrii. Niezadowolony ze stosunku cesarza Karola VI do swojej osoby, Wincenty odmówił wzywania mieszkańców Górnej Krajiny i Baczki, uczestników buntu chłopskiego, do posłuszeństwa władzom. Ostatecznie Karol VI wydał w 1735 dyplom cesarski nadający Wincentemu te same uprawnienia duchowne, co poprzednikom, i potwierdzający prawa i przywileje Serbów.
W 1733 Wincenty wydał „Reguły mnisze” (serb. Монашка правила) – szczegółowe zasady życia zakonnego obowiązujące we wszystkich monasterach w metropolii karłowickiej. Opracował również podobne reguły adresowane do białego duchowieństwa. Wprowadził obowiązek prowadzenia ksiąg metrykalnych z informacjami o chrztach, ślubach i zgonach, zanim obowiązek ten nałożyły na prawosławnych proboszczów władze państwowe. Nadal starał się zapobiegać szerzeniu z poparciem władz austriackich katolicyzmu (zarówno unickiego, jak i w obrządku łacińskim), dla skuteczniejszego działania w tym kierunku doprowadził do utworzenia prawosławnej eparchii w Severinie. Interesował się sytuacją nie tylko prawosławnych Serbów, ale i Rumunów. Wspierał monaster Rakovac, w którym zaczynał życie mnisze, zbudował na jego terenie dzwonnicę i kaplicę św. Mikołaja.
Utworzył szkoły łacińskie w Sremskich Karlovcach, Belgradzie, Dalju i Osijeku. Nauczycieli do nich sprowadził głównie z Rosji.
Zmarł po długiej chorobie i został pochowany w niedokończonym soborze w Belgradzie, którego budowę rozpoczęto z jego inicjatywy. W 1749 metropolita karłowicki Paweł polecił przenieść jego szczątki do monasteru Rakovac.